# Rio Yukon
O rio Yukon é um rio que corre na América do Norte, na província canadense da Colúmbia Britânica, no território canadense de Yukon e no estado norte-americano do Alasca, desembocando no mar de Bering, oceano Pacífico. O seu comprimento estimado é de 3.190 km, fazendo dele o 20.º do mundo em comprimento.
Supõe-se que sua nascente está localizada nas geleiras Llewellyn, ao sul do Lago Atlin, na Colúmbia Britânica. O rio Yukon propriamente dito começa no lago Marsh, logo ao sul de Whitehorse, Yukon.
Yukon significa grande rio no idioma athabaskan, uma língua aborígene.
A série Homens do Gelo do canal Discovery Channel é filmada na região (também às margens do rio Tanana), e retrata o dia-a-dia da difícil vida dos moradores da região.
Entre os seu principais afluentes encontram-se o rio Porcupine, o rio Tanana, o rio Pelly e o rio Koyukuk.

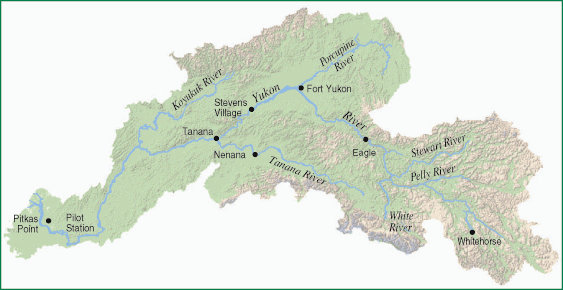
Mapa da bacia do Yukon